# Grasse
Grasse je francouzské město v departementu Alpes-Maritimes v regionu Provence-Alpes-Côte d'Azur. V městě žije přibližně 49 tisíc obyvatel. Je centrem arrondissementu Grasse. Je považováno za hlavní město parfémů. Grasse dosáhlo ocenění v soutěžích o květinovou výzdobu, o město umění a historie. Má i titul město internetu. Původ názvu není oficiálně určen. Jedna varianta nabízí pojmenování po mazlavé hlíně (francouzsky grasse znamená kluzký, mazlavý), která svou úrodností poskytuje podmínky pro pěstování květin. Jiný udává odvozeninu od "Podium grassum", což znamená v překladu z latiny do francouzštiny "Grand Puy" (Velký vrch). Zároveň je to název kopce na kterém se nachází původní centrum města.

## Geografie
Město má rozlohu 44,44 km2. Nejvyšší bod je ve výšce 1061 m n. m., nejnižší bod se nachází ve výšce 80 m n. m.

### Vývoj počtu obyvatel
Počet obyvatel

## Historie
Historie městečka spadá až do 7. století, kdy se zde usadili první obyvatelé. Písemné doložení názvu města je z 9. století n. l. Mezi nejstarší památky románská katedrála Notre-Dame-du-Puy de Grasse z 10–11. století přestavěna v 17. století, ve kterém jsou tři díla od Rubense. Bývalý biskupský palác z 12. století je dnes radnicí. Tradičním řemeslem bylo činění kůží, která vznikla ve středověku. Vyčiněné kůže byly vyváženy do Janova nebo do Pisy, se kterými měla Grasse dobré obchodní kontakty. Postupně se ke koželužství přidala řemesla vyrábějící kožené výrobky - pásky, kabelky, rukavice ap. V 16. století daroval rukavičkář Galimard pár navoněných rukaviček Kateřině Medicejské. Od té chvíle královský dvůr a vyšší společnost začal odebírat od něj rukavičky, čímž si získal výrobce Galimard světové renomé. Zlomovým obdobím bylo 17. století pro kožedělnou výrobu a rukavičkářství v Grasse. Velká konkurence města Nice, zatížení vysokými daněmi zapříčinilo postupný úpadek tohoto řemesla. Zkušenosti s výrobou vonných esencí zajistilo Grasse nový rozkvět.
V roce 1747 je založena nejstarší parfumérie Galimard Parfumeur, v roce 1849 vzniká Molinard Parfumeur. V roce 1926 rodinná firma Fragonard Parfumeur používá ve svém názvu jméno slavného francouzského malíře Jeana-Honoré Fragonarda rodáka z Grasse. V těchto rodinných firmách můžete najít muzeum parfémů nebo prodejnu, ve které si můžete zakoupit parfumérské produkty vyrobené tradičními metodami.

### Výroba parfémů
V okolí Grasse se tradičně pěstovaly aromatické byliny jako levandule, myrta, jasmín, růže, mimóza, květ pomerančovníku. Vůně těchto rostlin, ale i dovážených rostlin (např. pačuli) daly základ k tomu, aby se Grasse stalo světovým hlavním městem parfémů. Několik desetiletí byl jasmín hlavní a důležitou komoditou. Tato vůně se přidávala do parfémované vody k mytí rukou. Aktuálně je v Grasse parfumerský průmysl hlavní ekonomickou činností. Je zde asi 60 podniků, které zaměstnávají na 3500 osob z města i okolí. Celkem asi 10 tisíc z 45 tisíc obyvatel Grasse je ekonomicky propojeno s parfumérským průmyslem. Polovina daňových příjmů města pochází právě z tohoto odvětví.
Průmysl produkuje přírodní suroviny (esenciální oleje, koncentrované oleje a 100% olej, pryskyřice a destiláty). Tyto se používají k výrobě parfémů, které jsou smíchány s asi 80% alkoholu. Potravinářské aroma, které se začalo vyrábět kolem roku 1970, tvoří polovinu produkce v parfumérii a místní region Grasse je aktuálně na předním místě na světě v jeho produkci. Představuje více než polovinu francouzské produkce v parfumérii a aroma a 7-8 % celosvětové produkce.
V období let 1960 –1970 zde investovaly velké obchodní skupiny ze zahraničí do místních rodinných podniků a jejich továren (např. Chiris, Givaudan-Poure a Lautier). Současné parfémy obsahují většinou syntetické vůně. Kvůli světové konkurenci těchto chemických vůní místní průmysl nemohl cenově konkurovat. Profituje na výrobě základních esenciálních olejů a na úrovni subdodavatelů. Velké značky, např. Chanel, vlastní své plantáže růží a jasmínu přímo v Grasse. K výrobě jednoho litru parfému je zapotřebí jedné tuny květních lístků. Výroba parfému trvá přibližně šest měsíců.
Specializovanou profesí v oboru parfémů a vůní je tzv. NOS. Tito odborníci tři roky studují (hlavně chemii) a teprve po 7 letech praxe se stávají odborníky, kteří jsou schopni rozeznat až 2000 vůní. V Grasse je 13 špičkových odborníků z asi 50 z celého světa. Tito odborníci nesmí kouřit, pít alkohol a jíst kořeněná jídla, aby si nepoškodili čichové buňky.

## Doprava
- Autem lze dojet po dálnici A8 z Cannes–Grasse, dálniční výjezd č. 42. Nebo po silnici D2085 z Nice. Také lze využít komunikace z Draguignan D562, která navazuje na D1562 (z Mandelieu-la-Napoule). Cestou Napoleona (Route Napoléon) z Grenoblu D4 na silnici D6085 v Saint-Jean na NR85
- Pravidelná autobusová doprava linkami č 500 z Nice nebo č. 600 a 610 z Cannes.[6] Městská doprava ve městě Grasse je zabezpečena místní sítí Sillages.
- Železniční spoje jsou zabezpečeny železniční sítí SNCF. Z Nice sem vede přímý spoj se zastávkou v Antibes a Cannes (dojezd za hodinu a osm minut), z Cannes cesta trvá 27 minut.
- Leteckou dopravou na mezinárodní letiště v Nice Côte d’Azur.
- Pro cyklisty je v městě a okolí na 200 km cyklostezek.

## Kulturní památky
- katedrála Notre-Dame-du-Puy de Grasse z 10–11. století
- Saracénská věž. 30 m vysoká, čtvercový půdorys
- Radnice, bývalé sídlo biskupa z 12. století
- Parfumérie Galimard, Molinard, Fragonard
- Muzeum parfémů ve vile Fragonard
- Muzeum Fragonard – věnované malíři Jean-Honoré Franogarda
- Mezinárodní muzeum parfémů, otevřeno v roce 1989
- Muzeum provensálské historie
- Muzeum umění a historie Provensálska
- Muzeum námořnictva
- Doména Manon – park
- Zahrada princezny Pauline Bonaparte

## Partnerská města
- Carrara, Itálie
- Ingolstadt, Německo
- Kannauj, Indie
- Kazanlak, Bulharsko
- L'Ariana, Tunisko
- Legmoin, Burkina Faso
- Marblehead, USA
- Murcia, Španělsko
- Opole, Polsko

## Osobnosti města
- Jean Honoré Fragonard (1732–1806), malíř
- Královna Viktórie (1819–1901), pobyt v roku 1891
- Léon Chiris (1839–1900), rodák, parfumér, politik
- Guy de Maupassant (1850–1893) vícekrát zde pobýval, jeho neteř a dědička se zde vdala za Jeana Ossola
- Ivan Bunin (1870–1953), ruský spisovatel, laureát Nobelovy ceny
- Édith Piaf (1915–1963), šansoniérka, zde zemřela
- Gérard Philipe (1922–1959), herec, vyrůstal v Grasse, dědeček byl starosta Grasse
- Jacques-Louis Lions (1928–2001), rodák, matematik a prezident Akademie věd
- Pierre-Louis Lions (* 1956), rodák, matematik, laureát Fieldsovy medaile
- Karol Szymanowski (1882–1937), bydlel zde v letech 1936–1937 a odstěhoval se 3 měsíce před svou smrtí v Lausanne
- Napoleon Bonaparte (1769–1821), dne 3. března 1815 projel Grasse

## V literatuře a filmu
V městě Grasse byly natáčeny scény do filmu "Parfém: Příběh vraha", natočený podle stejnojmenného románu Parfém německého spisovatele Patricka Süskinda.

## Festivaly
Od 3-4. srpna 1946 je ve městě Grasse každoročně konána Jasmínová slavnost (Fête du Jasmin nebo La Jasminade) s průvodem alegorických vozů a ohňostroji.
Každoročně v květnu se koná mezinárodní výstava růží Expo Rose.